# Gorgonopsidae

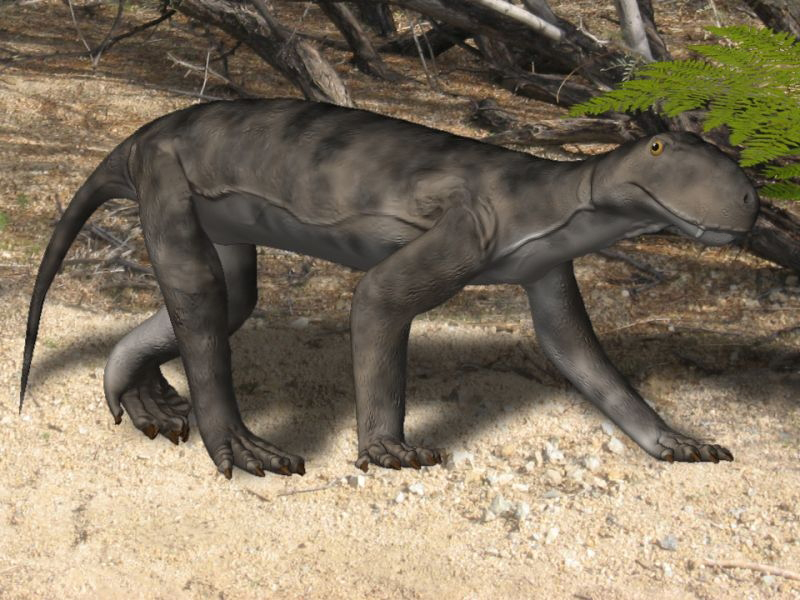
Lycaenops

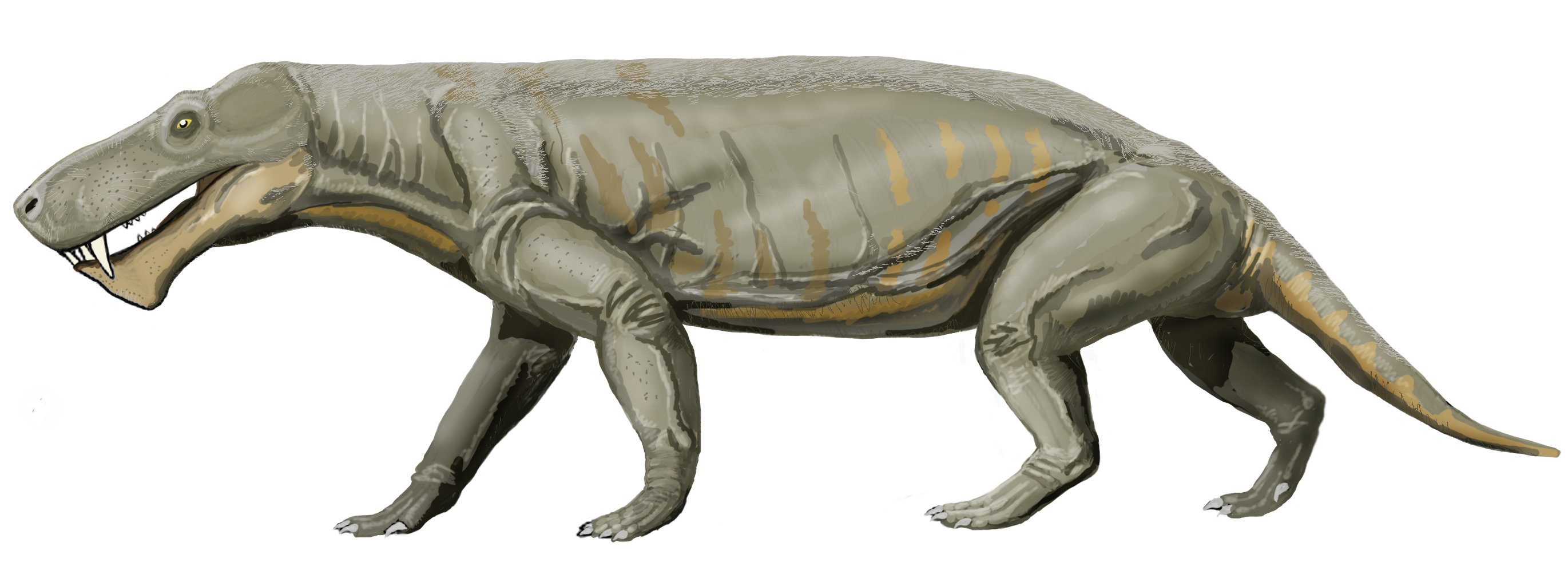
Gorgonops

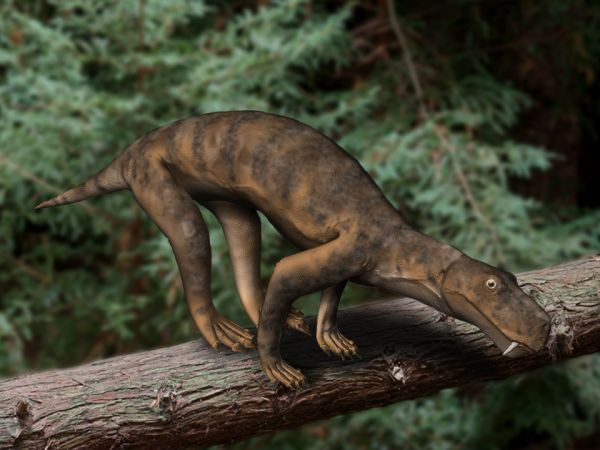
Arctops

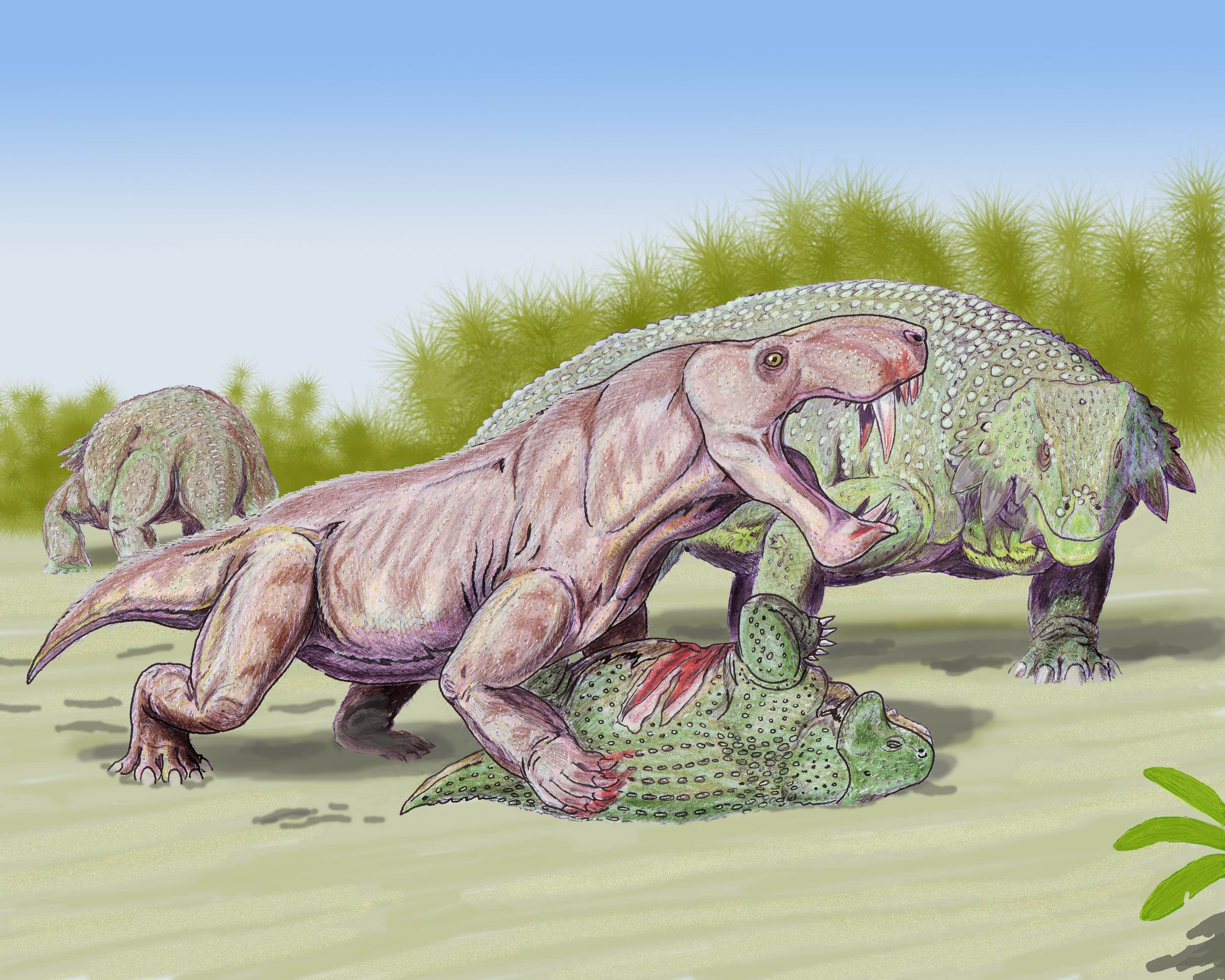
Inostrancevia

A Gorgonopsidae az emlősszerűek (Synapsida) osztályának a Therapsida rendjébe, ezen belül a Gorgonopsia alrendjébe tartozó család.

## Rendszerezés
A Gorgonopsia alrend 4 családot foglal magába: a Kamagorgonidae, a Viatkogorgonidae, a Cyonosauridae és a nagyon sikeres Gorgonopsidae csaláádokat. A családba az alábbi alcsaládok és nemek tartoznak, de egyes nemek ide helyezése vitatott:
- Aelurognathus
- Aelurosaurus
- Aloposaurus
- Arctognathus
- Arctops
- Broomisaurus
- Cerdorhinus
- Clelandina
- Cyonosaurus
- Dinogorgon
- Eoarctops
- Galesuchus
- Gorgonops
- Leontocephalus
- Lycaenops
- Paragalerhinus
- Scylacognathus
- Sycosaurus
- Viatkogorgon
  - Gorgonopsinae
- Sauroctonus
- Scylacops
  - Rubidgeinae
- Broomicephalus
- Cephalicustriodus
- Niuksenitia
- Prorubidgea
- Rubidgea
  - Inostranceviinae
- Inostrancevia
- Pravoslavleria